# Песня дня
«Песня дня» — телевизионная информационно-развлекательная программа на «СТС». Первый выпуск вышел на экраны 14 апреля 2009 года.

## Формат передачи
Трое ведущих (Михаил Шац, Татьяна Лазарева и Александр Пушной) собираются в студии-«кухне» и в песенной форме обсуждают актуальные новости текущего дня, комментируют их и в конечном итоге создают песню дня. Обсуждение новостей сопровождается чаепитием и нарезанием яблок Татьяной, на которой надет кухонный фартук, — что ещё больше усиливает ощущение домашней обстановки.
Сама студия небольшая: одна половина рассчитана на студию, другая — на зрителей в зале, причём зрительных мест около двадцати.
У ведущих уже придуманы песни, но в процессе съёмок происходит множество музыкальных импровизаций и шуток.

## Критика
Многие утверждают, что «Песня дня» — неудачная пародия на передачу Первого канала «Прожекторперисхилтон». Но по словам ведущей Татьяны Лазаревой:
Идея наша, но трудно приписывать авторство кому-то одному из нас — придумывали все трое. К тому же сама идея — обсуждение новостей — лежит на поверхности. Единственное, что мы привнесли нового, — это песню, которую сочиняем на тему этих новостей. А так аналогов много.
Изредка на передачу приходят гости. В единственном сезоне к ведущим на съёмочную площадку заглянули Анастасия Приходько (14 выпуск) и Вадим Галыгин (26 выпуск)

## Дальнейшая судьба
Контракт о выпуске «Песни Дня» был подписан до конца мая, возобновление съёмок планировалось вместе с окончанием летних отпусков. Но после отпуска передача так и не вышла в эфир и была закрыта.